# Mylius-Getriebe
Das Mylius-Getriebe war ein kompaktes mechanisches halbautomatisches Schaltgetriebe, das vor allem bei leichten Verbrennungstriebwagen mit einer Antriebsanlage Verwendung fand. Es eignete sich für kleinere Motoren mit einer Leistung von 50 kW bis 135 kW.

## Geschichte

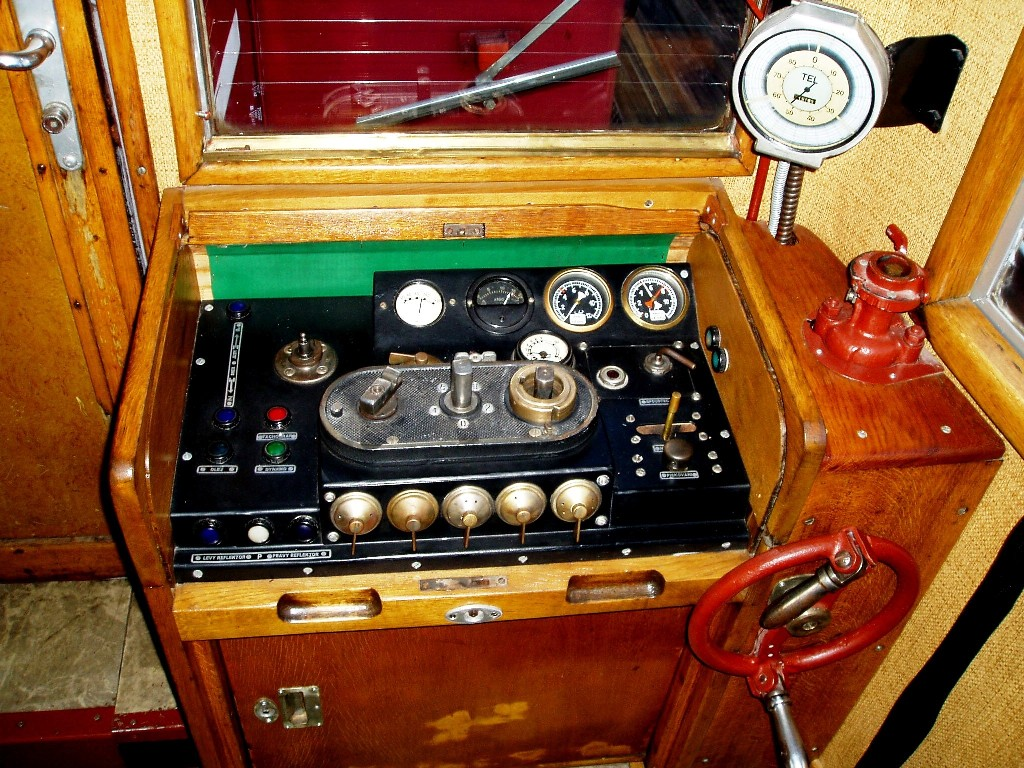
Blick auf die Bedienelemente des Mylius-Getriebes (Mitte); links ist die Verbindungswelle für den Gashebel des Motors, in der Mitte die Verbindungswelle für die Gangvorwahl des Getriebes, rechts daneben die Verbindungswelle für den Kupplungshebel. Auf die Wellen wurden Bedienhebel aufgesteckt, die für jeden Triebwagen nur einmal vorhanden waren.

Das Getriebe wurde von Otto Mylius (1887–1941) entwickelt und von der von ihm gegründeten Deutschen Getriebe GmbH in Berlin gebaut. Zum ersten Mal wurde es 1932 bei den zweiachsigen Triebwagen der Reihe DR 720 bis 722 verwendet.  Für kleine Verbrennungstriebwagen bewährte sich dieses Getriebe schnell – unter anderem wurde es in den Triebwagen der Reihe DR 135 061 … 132 in größeren Stückzahlen verwendet. Nach dem Zweiten Weltkrieg wurde es bis Anfang der 1960er Jahre bei Voith in Heidenheim, dem VEB Getriebebau in Leipzig und bei Tatra Kopřivnice weitergebaut. Abgesehen vom allgemeinen mechanischen Verschleiß der Zahnräder war das Mylius-Getriebe wegen der Nachordnung des druckluftgeschalteten Wendegetriebes nicht frei von Verschleiß durch Fehlbedienung. Deshalb wurde es von Automatikgetrieben abgelöst, deren eleganteste Ausführung das Differentialwandlergetriebe ist. Das Gewicht wird bei einem Viergang-Schaltgetriebe mit 195 kg und bei einem nachgeschalteten Wendegetriebe mit 265 kg angegeben.

## Aufbau und Wirkungsweise
Wie bei dem vorher gebräuchlichen halbautomatischen Soden-Getriebe werden die Gänge nicht vom Triebwagenführer direkt geschaltet, sondern nur vorgewählt, egal, ob der Triebwagen steht oder fährt. Der vorgewählte Gang wird über Seilzüge und Kegelrad an die im Getriebe integrierte Schaltwelle übertragen. Der eigentliche Schaltvorgang wird nach Auslösen der pneumatisch betätigten Einscheibentrockenkupplung automatisch durch die Verschiebung der mechanisch gegeneinander verriegelten Schaltstangen vorgenommen, wobei zuerst die Klauenkupplung des vorher gewählten Ganges durch Zurückziehen von deren Schaltstange gelöst wird. Danach werden im Unterschied zum Soden-Getriebe die Drehzahlen der zu verbindenden Klauenkupplungen durch Reibkonus synchronisiert und dann die Klauenkupplungen der synchronisierten Wellen verbunden. Das pneumatische Einrücken der Einscheiben-Trockenkupplung schließt den Schaltvorgang ab.
Die direkten Schaltvorgänge wie das Synchronisieren und Verschieben der Schaltstangen werden bei Schienenfahrzeugen auch pneumatisch unter einem Druck bis zu fünf Bar durchgeführt; es soll auch Getriebe mit Hydrauliksteuerung gegeben haben. Bei größerer räumlicher Entfernung zwischen Getriebe und Führerstand wurden die Steuerbewegungen der Schaltwelle zur Auswahl der Schaltstangen und deren Verriegelung auch elektrisch durchgeführt.